# Jan Gehl

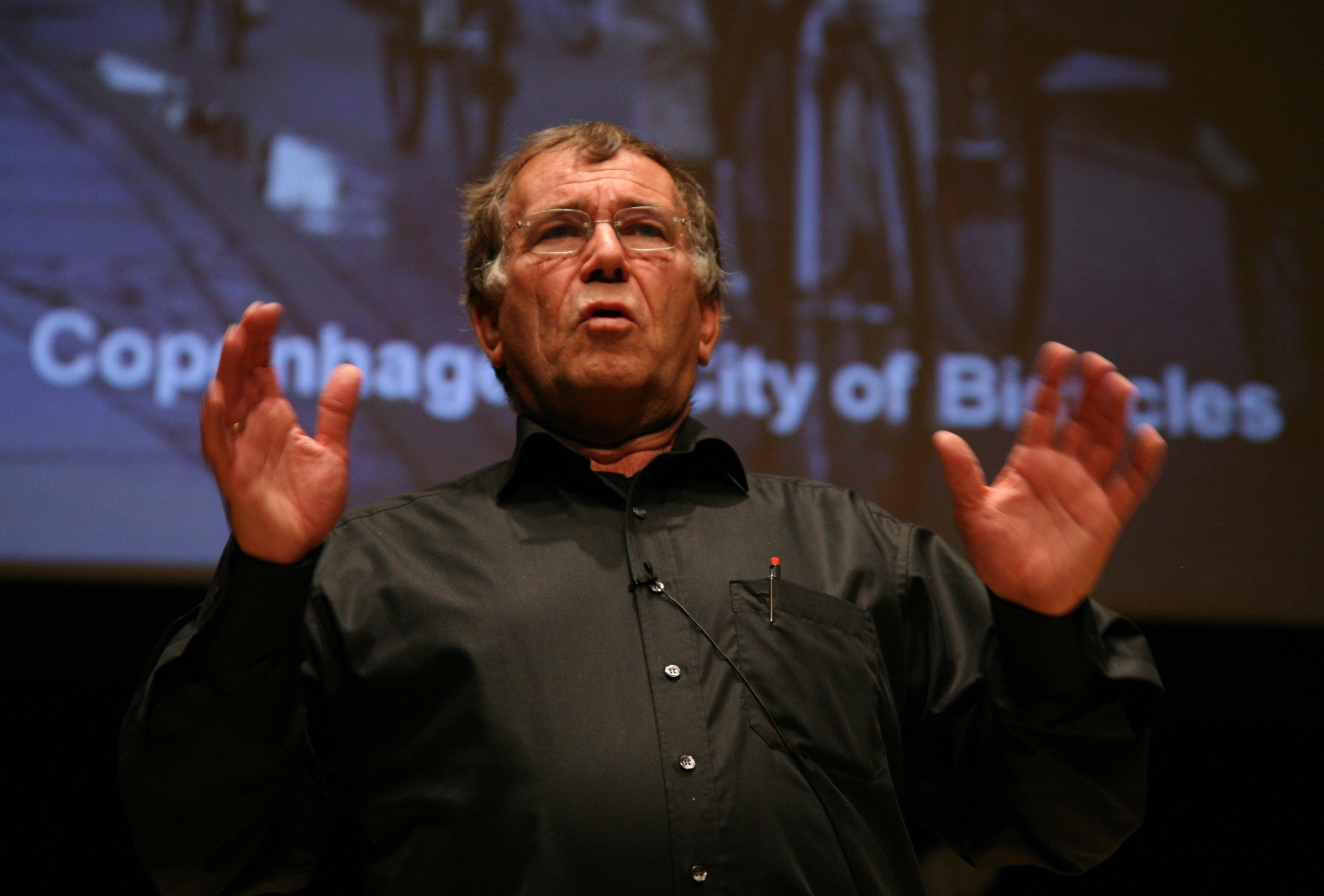
Jan Gehl (2006)

Jan Gehl (* 17. September 1936 in Kopenhagen) ist ein dänischer Architekt und Stadtplaner. 
Er ist Mitgründer des Stadtplanungsbüros Gehl Architects sowie emeritierter Professor der Königlichen Dänischen Kunstakademie. Einen besonderen Fokus legt Gehl auf die Verbesserung der städtebaulichen Infrastruktur und die Optimierung der Lebensqualität der Menschen sowie insbesondere der Fußgänger, Radfahrer, Senioren und der Familie.

## Leben
Jan Gehl studierte in den 1950er Jahren Architektur an der Königlich Dänischen Kunstakademie in Kopenhagen. Kurz nach seinem Abschluss 1960 heiratete er die Psychologin Ingrid Mundt, sein Fokus verschob sich damit zunehmend auf die Frage „Warum sich Architekten nicht für Menschen interessieren“.
1965 bereisten Jan und Ingrid Gehl im Rahmen eines Stipendiums der New Carlsberg Foundation die Toskana, Umbrien und Rom, um die Interaktion zwischen öffentlichem Raum und öffentlichem Leben zu untersuchen. Die 1970 und 1971 nahezu zeitgleich erschienenen Dissertationen von Jan Gehl – Livet Mellem Husene (dänisch für „Leben zwischen Häusern“) und Ingrid Gehl – Bo-Miljø (dänisch für „Lebensumfeld“) belegen die interdisziplinäre Arbeit des Paares an der Schnittstelle zwischen Architektur und Psychologie, die für Jan Gehls spätere Arbeiten grundlegend wurde.
Gehl arbeitete als Hochschullehrer, Leiter der Abteilung für Stadtplanung und als Gastprofessor in mehreren Universitäten in Kanada, USA, Mexiko, Australien, Belgien, Deutschland, Polen und Norwegen.
Im Jahr 2000 gründete er, im 63. Lebensjahr, zusammen mit seiner ehemaligen Studentin Helle Søholt das Architekturbüro Gehl Architects in Kopenhagen. 2011 stießen David Sim und 2013 fünf weitere Partner zu dem Führungsteam. 2021 hatte das Unternehmen bereits 79 Mitarbeiter und weitere Niederlassungen in New York City und San Francisco.

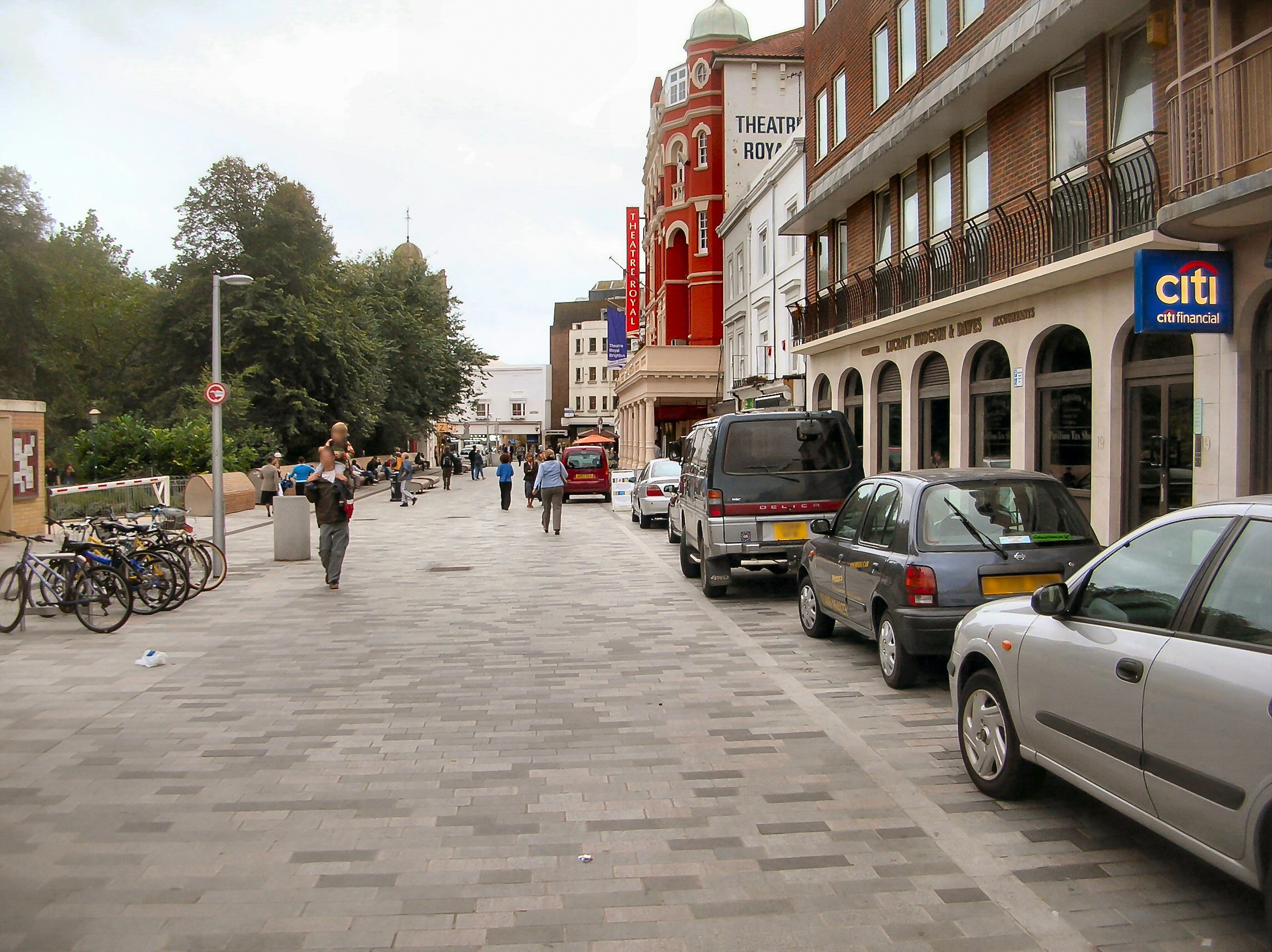
Shared-Space-Projekt von Gehl Architects in der New Road, Brighton UK

Sein Buch Public Spaces, Public Life beschreibt am Beispiel Kopenhagen, wie innerhalb von 40 Jahren aus einer vom Autoverkehr stark geprägten Stadt ein Ort der Verkehrsberuhigung mit vielen verschiedenen Begegnungszonen entstanden ist.
Gehl betreut Stadtentwicklungsprojekte auf der ganzen Welt. So arbeitete er 2004 eine Studie für Transport for London über die Qualität des öffentlichen Raums in London aus. Im Jahr 2007 wurde er vom Department of Transportation von New York City beauftragt, dort die Bedingungen für Radfahrer und Fußgänger zu verbessern.
Gehls Konzepte stehen im Zentrum des Dokumentarfilms The Human Scale (2012), der seit 2014 auch in Deutschland als DVD vertrieben wird.
Das von ihm geleitete Büro Gehl Architects arbeitet mit in der Dänischen Fahrrad-Botschaft (Cycling Embassy of Danmark, CED), die Kenntnisse und Erfahrungen bei der Förderung des Radverkehrs weltweit verbreitet.

## Zitate
„Viel zu lange haben wir Städte geplant, als wollten wir Autos glücklich machen. Dabei sollen Städte doch Menschen glücklich machen.“

„Heute wissen wir: Um das Leben in einer Stadt zu ersticken, gibt es keine effizienteren Mittel als Autos und Wolkenkratzer.“

„Denkt zuerst an die Menschen, dann an Verkehrswege. Eine gute Stadt ist wie eine gute Party. Die Leute bleiben dort länger als nötig, weil sie sich wohlfühlen.“

## Auszeichnungen
- 1993: Sir Patrick Abercrombie Prize – für beispielhafte Beiträge zu Stadtplanung und territoriale Entwicklung, Union Internationale des Architectes
- 1998: EDRA Award, USA
- 2008: Landscape Institute Award, UK
- 2008: Ehrenmitglied des American Institute of Architects
- 2009: Civic Trust Award für die Brighton New Road, UK
- 2009: NYC Award, New York City, USA
- 2013: C.F. Hansen Medaille
- 2015: Global Award for Sustainable Architecture[17]
- 2016: Bertha-und-Carl-Benz-Preis[18]

## Filme
- The Human Scale, 2012
- Wem gehören unsere Städte? Arte, 2015[19]

## Veröffentlichungen
- Life between buildings: using public space, Van Nostrand Reinhold, New York 1987, ISBN 0-442-23011-7.
- mit L. Gemzøe: New city spaces, The Danish Architectural Press, Copenhagen 2000, ISBN 87-7407-235-8.
- mit L. Gemzøe: Public Spaces Public Life, Danish Architectural Press, 2004.
- J. Gehl u. a.: New city life, The Danish Architectural Press, Denmark 2006, ISBN 87-7407-365-6.
- Leben zwischen Häusern – Konzepte für den öffentlichen Raum, JOVIS Verlag, 2011, ISBN 978-3-86859-146-0.
- mit B. Svarre: How to Study Public Life, Island Press, 2013, ISBN 978-1-61091-423-9.
- Leben zwischen Häusern, JOVIS Verlag, Berlin 2012, ISBN 978-3-86859-146-0.
- Städte für Menschen, JOVIS Verlag, Berlin 2015, ISBN 978-3-86859-356-3.